# Eberhard Thulesius
Eberhard Olav  Johann Thulesius (* 25. September 1839 in Bremen; † 9. Mai 1913 ebenda) war ein deutscher Arzt.

## Biografie
Eberhard Johann Thulesius war der Sohn des Bremer Arztes Johann Eberhard Thulesius (1802–1854), der in Bremen Domsheide Nr. 4 lebte. Er studierte von 1859 bis 1863 Medizin an der Universität Heidelberg und der Universität Tübingen und promovierte zum Dr. med. in Heidelberg. Er gründete seine Praxis in Bremen wie sein Vater an der Domsheide. Er war auch Eisenbahn- und Armenarzt in benachbarten Bezirken. Er diagnostizierte sicher und bezog dabei auch frühzeitig den seelischen Anteil in seiner Heilkunde mit ein.
Als musischer Mensch spielte er Geige und er schrieb Gedichte und Verse. Bekannt wurde als Sonderling und Bremer Original mit einem kräftigen Humor. Der Verleger Anton Kippenberg schrieb über ihn in seinen Erinnerungen.